# بیت‌مارکتز
بیت‌مارکتز (به انگلیسی: Bitmarkets) بازار آنلاین غیرمتمرکز آزاد و متن‌باز است که از رمزارز بیت‌کوین استفاده می‌کند.

## تاریخچه
در سال ۲۰۱۳ استیو دکورت یک نسخه کلی برای یک بازار مبتنی بر همتا به همتای غیرمتمرکز بازار نش‌ایکس نوشت. استیو به همراه یک برنامه‌نویس، کریس رابینسون روی بیت‌پست برای چک برنامه‌ریزی بیت‌مسیج کار کردند، بعدا آدام تورسن و ریج کالینز به آنها پیوستند و بیت‌مارکت را به‌وجود آوردند.  آنها اولین نمونه‌ تولید شده بیت‌مارکت را در کنفرانس بیت کوین در مه ۲۰۱۴ به نمایش گذاشتند و در تاریخ ۱۹ نوامبر ۲۰۱۴ پابلیک بتا را در وب‌سایت خود منتشر کردند.

## امکانات
بیت‌مارکتز بر روی شبکهٔ ناشناسی تور کار می‌کند و برای حفظ حریم خصوصی بر پروتکل ارتباطات بیت‌مسیج بنا شده‌است.